# پالس (پردازش سیگنال)

نمونه‌هایی از شکل‌های پالس: (الف) پالس مستطیلی، (ب) پالس کسینوس مربع (کسینوس برجسته)، (ج) پالس دیراک، (د) پالس سینک، (ه) پالس گاوسی

پالس یا تپ در پردازش سیگنال یک تغییر سریع و گذرا در دامنه سیگنال از یک مقدار پایه به یک مقدار بالاتر یا پایین‌تر است و به دنبال آن یک بازگشت سریع به مقدار پایه است.

## شکل‌های پالس
شکل‌های پالس می‌توانند از فرآیندی به نام شکل‌دهی پالس ایجاد شوند. شکل بهینه پالس بستگی به کاربرد دارد.

### پالس مستطیلی
اینها را می‌توان در امواج پالسی، امواج مربعی، توابع جعبه ای و توابع مستطیلی یافت. در سیگنال‌های دیجیتال، انتقال بالا و پایین بین سطوح بالا و پایین، لبه بالارونده و لبه پایین‌رونده نامیده می‌شود. در سیستم‌های دیجیتال، تشخیص این ضلع‌ها یا اقداماتی که در پاسخ انجام می‌شود، بسته به اینکه کدام طرف پالس مستطیلی شکل است، به‌عنوان لبه-چکانه (به انگلیسی: edge-triggered)، بالارونده یا پایین‌رونده نامیده می‌شود. نمودار زمان‌بندی دیجیتال نمونه‌ای از مجموعهٔ خوب-مرتب‌شده از پالس‌های مستطیلی است.

### پالس نایکوئیست
پالس نایکوئیست پالسی است که معیار نایکوئیست آی‌اس‌آی را برآورده می‌کند و در انتقال داده مهم است. نمونه ای از پالسی که این شرط را برآورده می‌کند تابع سینک است. پالس سینک در تئوری پردازش-سیگنال از اهمیت خاصی برخوردار است اما به دلایل علیت نمی‌تواند توسط یک ژنراتور واقعی تولید شود.
در سال ۲۰۱۳، پالس‌های نایکوئیست در تلاشی برای کاهش اندازه پالس‌ها در فیبرهای نوری تولید شدند که به آنها امکان می‌دهد تا ۱۰ برابر نزدیک‌تر به‌هم بسته شوند و ۱۰ برابر افزایش پهنای‌باند را ایجاد کنند. پالس‌ها بیش از ۹۹ درصد کامل بودند و با استفاده از لیزر و مدولاتور ساده تولید شدند.

### پالس گاوسی
یک پالس گاوسی به صورت تابع گاوسی شکل می‌گیرد و توسط یک فیلتر گاوسی تولید می‌شود. این ویژگی دارای بیشینه شیب انتقال بدون فراجهش و کمینه تاخیر گروه است.